# Temple Wanshou
Le Temple Wanshou (chinois simplifié : 万寿寺 ; pinyin : wànshòu sì) est un temple bouddhiste situé à Pékin en Chine. Il accueille également le Musée d'art de Pékin.
Il est classé depuis, sur la 6e liste des sites historiques et culturels majeurs protégés au niveau national, sous le numéro 6-307.

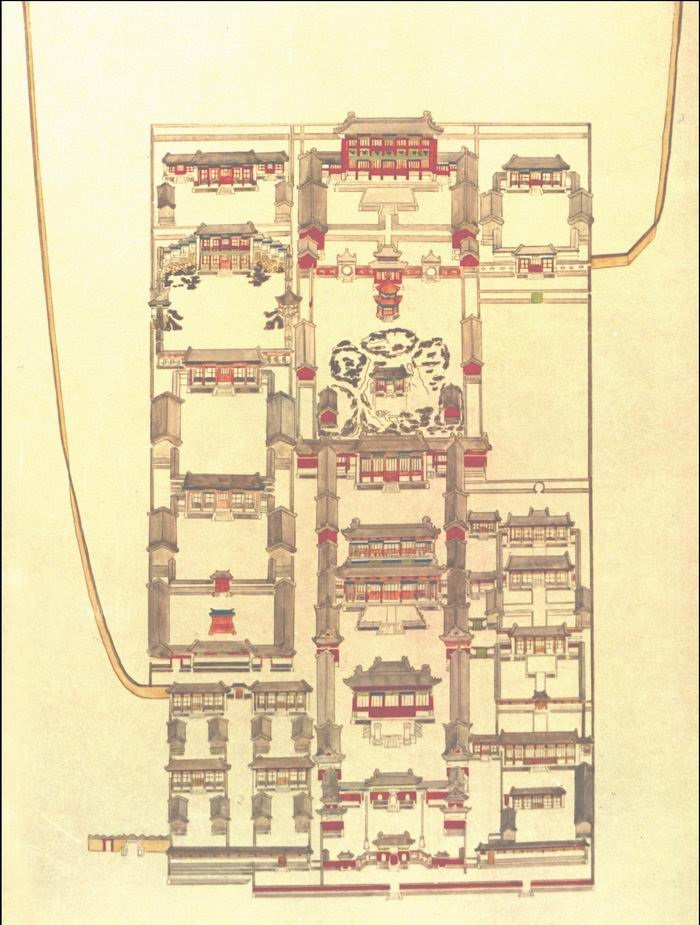
Plan du temple